# All Is Not Lost
All Is Not Lost — дебютный студийный альбом маткор группы Architect, выпущен 23 января 2007 года. Альбом посвящён барабанщику Шону Лу, который скончался в 2006 году от рака мозга. Журнал «Decibel» описал альбом как «поразительно совершенный дебют».

## Список композиций
1. The Awakening - 3:17
2. Sic Semper Tyrannis - 2:04
3. 11 - 0:11
4. Trepanning For Oil - 2:42
5. 13 - 0:13
6. Hell Of The Upsidedown Sinners - 3:40
7. The End Of It - 1:30
8. Collapse Of The War Engine - 4:05
9. 33 - 0:33
10. Broke Dick Dog - 4:23
11. The Giving Tree - 8:16